# 1941 год в истории железнодорожного транспорта
1941 год в истории железнодорожного транспорта

## События
- 11 февраля — Гленн Миллер получил первый «Золотой диск» за песню «Поезд на Чаттанугу».
- 24 июня — с 18:00 на железных дорогах СССР введён воинский график движения поездов для обеспечения воинских перевозок[1].
- 18 июля — бомбардировка немецкой авиацией поезда с детьми на станции Лычково.
- Коломенский завод, в связи с началом Великой Отечественной войны прекратил серийный выпуск тепловозов.
- В связи с началом войны прекращён выпуск электровозов серии ВЛ22.
- Основана Национальная испанская сеть железных дорог.
- В СССР построен первый подход к Байкало-Амурской магистрали Бам — Тында, разобранный в 1942 году для строительства рокадной дороги вдоль Волги.[2]
- В Москве начал выходить ежемесячный журнал «Железнодорожный транспорт».[2]
- В юго-западном районе Ладожского озера проложена «Дорога жизни», действовавшая во время блокады Ленинграда.[2]
- В СССР предложен метод непрерывного уплотнения балласта (инженер П. Л. Клауз) при прокладке путей на восстанавливаемых дорогах, разрушенных в ходе Великой Отечественной войны.[2]
- в ноябре 1941 года было принято решение о строительстве железной дороги Кизляр — Астрахань протяжённостью 348 км (однако в связи с положением на фронте и необходимостью обеспечения военных перевозок в интересах действующей армии строительство дороги было начато только в апреле — мае 1942 года)[3].

## Новый подвижной состав
- Завод ALCO выпустил первые паровозы Big Boy, которые и поныне являются самыми тяжёлыми локомотивами в истории.
- Коломенский завод выпустил партию паровозов типа 1-4-2 серии ЛК («Лазарь Каганович»).
- В США на заводах компании Lima Locomotive Works освоен выпуск паровозов серии GS-4.